# Immunoglobuline anti-D
Les immunoglobulines humaines anti-Rho (D) sont un médicament dérivé du sang, c’est-à-dire préparé à partir du sang de donneurs, utilisé pour prévenir la sensibilisation maternelle à l'antigène Rhésus D (RH1) présent à la surface des érythrocytes du fœtus (c'est-à-dire pour prévenir la maladie hémolytique du nouveau-né). C'est une solution d'IgG anti-D (anti-RH1), qui se lie aux cellules Rh positives fœtales présentes dans la circulation maternelle. Cela empêche l'activation des lymphocytes B et la formation de cellules mémoire et conduit donc à l'immunisation.
Il y a actuellement des recherches sur la production d'anti-D par des plantes transgéniques.
Ils font partie de la liste des médicaments essentiels de l'Organisation mondiale de la santé (liste mise à jour en avril 2013).